# Puente troncoencefálico

Cliquear sobre la imagen, para su rotación.

El puente troncoencefálico, también llamado protuberancia anular o puente de Varolio (Pons, en latín), es la porción del tronco del encéfalo que se ubica entre la médula oblongada y el mesencéfalo. Es el segmento más prominente del tronco del encéfalo, y su superficie anterior es convexa. Su nombre deriva del gran número de fibras transversales en la cara anterior que conectan los dos hemisferios cerebelosos. Además de núcleos sensitivos y motores, contiene una porción de la formación reticular que participa en funciones importantes para la vida como el sentido de la vista, coordinación motora, el sueño y el estado de alerta.

## Anatomía

### Límites
El puente se encuentra entre la médula oblongada y el mesencéfalo. El límite inferior se localiza en el surco bulbopontino formado entre el puente y la médula oblongada. Rostralmente, limita con el mesencéfalo por el límite inferior de la fosa interpeduncular que se forma por los pies de los pedúnculos cerebrales. En la cara posterior está a su vez limitado por los pedúnculos cerebelosos superiores. En el ser humano mide aproximadamente 3 centímetros de alto.

### Topografía externa

Puente troncoencefálico o de Varolio en el tronco encefálico

La superficie anterior es convexa y muestra muchas fibras transversales que convergen hacia los lados que unen ambos hemisferios del cerebelo por medio de los pedúnculos cerebelosos medios. En medio de la superficie ventral se observa un surco poco profundo y amplio, denominado el surco basilar, que aloja la arteria basilar. En el surco pontino inferior tienen los orígenes aparentes de medial a lateral del nervio abducens (par VI craneal), el nervio facial (par VII) y el nervio vestibulococlear (par VIII). A media altura del puente, en su superficie anterolateral, se encuentra el origen aparente del nervio trigémino (par V).
La superficie posterior está oculta por el cerebelo con el que forma la parte superior del cuarto ventrículo. Retirado el cerebelo se puede observar que forma la mitad superior del piso del cuarto ventrículo. En mitad se aprecia el surco medio y a ambos lados se encuentran dos elevaciones alargadas que reciben el nombre de eminencia media y colicuo facial en la parte inferior. Estas estructuras constituyen lateralmente el surco limitante y contienen núcleos motores como el facial o el abducens y sus fibras nerviosas. En mitad de este espacio, denominado fosa romboidea, también se observa una apertura por el que se abre el acueducto y comunica el cuarto ventrículo con el tercer ventrículo en el mesencéfalo y forma parte del circuito para la circulación del líquido cefalorraquídeo. Esta abertura en la superficie posterior del puente se denomina agujero de Luschka.

### Configuración interna
Internamente, el puente troncoencéfalico en su parte ventral contiene fibras nerviosas descendentes desde la corteza cerebral y el mesencéfalo. Los fascículos corticoespinales que forman parte de la vía piramidal cruzan todo el puente en la región ventral para formar las pirámides de la médula oblongada. Las fibras corticonucleares pontinas conectan la corteza cerebral con los núcleos de motores relacionado con los pares craneales en el puente. El fascículo corticopontino se originan en las cortezas frontal, temporal, parietal y occipital y hacen sinapsis en los núcleos pontinos en la porción anterior. De estos núcleos pontinos surgen luego las fibras transversales pontocerebelosas y que constituyen los pedúnculos cerebelosos medios.
En la región dorsal, las fibras ascendentes desde los núcleos gracili y cuneiforme conformando el lemnisco medial en la médula oglongada también se continúa en el puente. Dorsalmente, se encuentra el núcleo motor del nervio facial, cuyas cifras giran alrededor de otro núcleo dorsalmente (núcleo del nervio abducens) para constituir el colículo facial. Lateralmente, al núcleo abducens se encuentra el núcleo vestibular y los núcleos corleares, que reciben impulsos del oído interno por el nervio acústico. Más lateralmente se pueden observar los núcleos motor y sensitivo del nervio trigémino.

## Vascularización

### Irrigación arterial
En la cara anterior las arterias vertebrales se anastomosan para conformar la arteria basilar que discurre por el surco basilar del puente. Otras vasos de menor calibre entran acompañando el nervio trigémino, abducens, facial y vestíbulococlear.

### Retorno venoso
Las venas en el puente conforman la vena medial y lateral que drenan en la vena basal, venas cerebelares y los senos de la duramadre de la región occipital.

## Desarrollo embrionario
En las primeras etapas del desarrollo embrionario se forma el tubo neural, dará lugar al sistema nervioso central. En su parte craneal se va a expandir para constituir la región cefálica que luego originaran tres vesículas: prosencéfalo, mesencéfalo y rombencéfalo. Hacia la cuarta semana de desarrollo, la cabeza, una flexión ocurre en el mesencéfalo, mientras que otra aparece entre el rombencéfalo y la médula espinal. Un efecto de estas flexiones es ensanchar el tubo neural para formar el cuarto ventrículo.
El rombencéfalo constituye posteriormente el mielencéfalo, metencéfalo. El metencéfalo constituye el puente troncoencefálico y el cerebelo en etapas más tardías del desarrollo. Alrededor del cuarto mes de desarrollo las fibras descendentes corticoespinales, corticoespinales y corticobulbares. El cerebelo se forma a partir de la parte dorsal del metencéfalo y va a constituir junto con el puente la parte rostral del cuarto ventrículo. La región dorsal converge en los pedúnculos cerebelosos medios.

## Importancia clínica
El puente es una parte del encéfalo por donde pasan fibras nerviosas a o desde la médula espinal y el cerebelo y donde se encuentran los núcleos de varios nervios craneales que inervan cabeza y cuello. Un accidente vascular o tumores en el puente produce una variedad de manifestaciones clínicas.
La formación reticular se extiende a lo largo de todo el tronco del encéfalo, cuyas funciones están implicados en los estados de sueño y vigilia o la frecuencia del ritmo respiratorio y cardiaco. Concretamente, en el puente se encuentra los núcleos motores del nervio facial y componente motor del nervio trigémino implicados en la inervación branquimotora de los músculos faciales y la inervación autónoma de las glándulas productoras de la saliva y glándulas lacrimales. Una afección del sistema nervioso central que afecta al núcleo facial manifiesta en una pérdida del sentido del gusto, parálisis de músculos faciales y secreción anormal de la saliva y lacrimal. Otro centro motor pontino es el núcleo abducens cuyas neuronas inervan los músculos del globo ocular y una afección que afecte a este núcleo afecta a la coordinación de los movimientos oculares.
Los núcleos sensitivos pontinos procedentes del oído interno y de la cóclea se encargan del procesamiento de la información relacionado con el sentido del oído y el sentido del equilibrio. Una patología que afecte al puente puede desembocar en pérdida de la audición y otras manifestaciones como vértigo y náuseas.
El síndrome de Millard-Gübler es resultado de una lesión paramediana en el puente que afecta al núcleo facial y abducens ipsilateral, así como parte del segmento por donde pasan las fibras de la vía descendente desde el cerebro hacia la médula espinal. Como esta lesión se produce antes de la decusación piramidal, la manifestación clínica es una hemiplejia que afecta al lado ipsilateral de la cara y contralateral del tronco y de los miembros. Asociado o independiente a este se trata el síndrome de Foville en el que una lesión de la región caudal del puente que afecta a parte de la formación reticular y cuya manifestación clínica es que el paciente desvía la mirada en oposición al sitio de lesión.